# Sakari
Sakari est un prénom féminin et masculin.

## Sens et origine du prénom
- Prénom masculin finlandais.
- Prénom féminin faussement considéré comme nord-amérindien[1]. Prénom qui signifierait « douce » en Eskimo (Inuktitut). Cette origine semble erronée, dans la mesure où il ne s'agit pas d'un nom traditionnel Inuit ou même amérindien. Il ne semble pas signifier « douce » en langue amérindienne. Son origine fait débat[2] :

1. En revanche, ce mot signifierait « douce » ou « sucre » dans les langues indo-européennes. Le mot latin de « sucre » est saccharum, le mot sanskrit est sarkara et nous avons le mot saccharine en anglais.
2. Il est enfin possible que ce mot ait été emprunté à l'anglais par les Inuit pour se référer au sucre pour le café.
3. Il s'agirait peut-être aussi d'un emprunt au finlandais étant donné qu'il s'agit aussi d'un prénom finlandais, voire du grec.

- À ne pas confondre avec Sakarissa, prénom masculin amérindien dont l'origine fait aussi débat.

## Prénom de personnes célèbres et fréquence
- Sakari Kukko (1953), saxophoniste et flutiste finlandais,
- Sakari Kuosmanen (1956), chanteur et acteur finlandais,
- Sakari Oramo (1965), chef d’orchestre finlandais,
- Sakari Puisto (1976), homme politique finlandais
- Sakari Pinomäki, ingénieur finlandais,
- Sakari Tuomioja (1911-1964), ancien premier ministre de Finlande,
- Yrjö Sakari Yrjö-Koskinen (1830-1903, né Georg Zakarias Forsman), politicien finlandais.

- Prénom aujourd’hui peu usité aux États-Unis[3].
- Prénom donné 1 fois en France[4].